# 鳥取県道308号桑原坂本線
鳥取県道308号桑原坂本線（とっとりけんどう308ごう くわばらさかもとせん）は、鳥取県鳥取市から東伯郡三朝町に至る一般県道である。

## 概要
鳥取市青谷町桑原から東伯郡三朝町大字坂本に至る。

### 路線データ
- 起点：鳥取市青谷町桑原（鳥取県道51号倉吉川上青谷線交点）
- 終点：東伯郡三朝町坂本（鳥取県道21号鳥取鹿野倉吉線交点）
- 総延長：約5.8 km
- 通行不能区間：鳥取市青谷町桑原 - 東伯郡三朝町大字坂本（約4.4 km）

## 地理

### 通過する自治体
- 鳥取市
- 東伯郡三朝町

### 交差する道路
| 交差する道路                     | 市町村名 | 市町村名 | 交差する場所 | 交差する場所 |
| -------------------------------- | -------- | -------- | ------------ | ------------ |
| 鳥取県道51号倉吉川上青谷線未供用 | 鳥取市   | 鳥取市   | 青谷町桑原   | 起点         |
| 未供用区間                       |          |          |              |              |
| 鳥取県道21号鳥取鹿野倉吉線       | 東伯郡   | 三朝町   | 大字坂本     | 終点         |

### 沿線
- 飯盛山